# Musica classica del XX secolo
La musica classica del XX secolo descrive la musica colta scritta teoricamente dal 1901 al 2000. Questo secolo non aveva uno stile dominante e i compositori hanno creato generi musicali molto diversi. Modernismo, impressionismo e post-romanticismo possono essere fatti risalire a decenni prima dell'inizio del secolo, ma possono essere inclusi perché si sono evoluti oltre i confini musicali degli stili ottocenteschi che facevano parte del precedente periodo di pratica comune. Il neoclassicismo e l'espressionismo arrivarono per lo più dopo il 1900. Il minimalismo iniziò molto più tardi nel secolo e può essere visto come un cambiamento dall'era moderna a quella postmoderna, anche se alcuni datano il postmodernismo a partire dal 1930 circa. Atonalità, serialismo, musica concreta e musica elettronica sono stati tutti sviluppati durante questo secolo. Il jazz e la musica folk hanno influenzato in modo importante molti compositori in questo periodo.

## Storia
All'inizio del secolo, la musica era tipicamente in stile tardo romantico. Compositori come Gustav Mahler, Richard Strauss e Jean Sibelius stavano spingendo i limiti della scrittura sinfonica post-romantica. Allo stesso tempo il movimento impressionista, si stava sviluppando in Francia. Claude Debussy, considerato uno dei maggiori impressionisti, detestava il termine Impressionismo: "Sto cercando di fare 'qualcosa di diverso - in un certo senso la realtà - ciò che gli imbecilli chiamano 'impressionismo' è un termine che viene usato il meno possibile, in particolare dai critici d'arte". Anche la musica di Maurice Ravel, spesso etichettata come impressionista, esplora la musica in molti stili non sempre correlati (vedi la discussione sul Neoclassicismo, sotto).

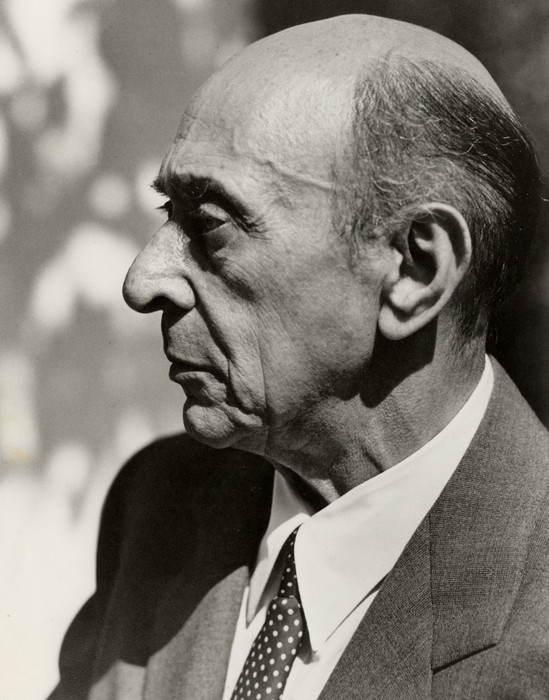
Arnold Schönberg, Los Angeles, 1948

Molti compositori reagirono allo stile post-romantico e impressionista e si mossero in direzioni molto diverse. Il singolo momento più importante per definire il corso della musica per tutto il secolo fu la rottura diffusa con la tonalità tradizionale, effettuata in modi diversi da diversi compositori nel primo decennio del secolo. Da ciò scaturì una "pluralità linguistica" senza precedenti di stili, tecniche ed espressioni. A Vienna Arnold Schönberg sviluppò l'atonalità, fuori dall'espressionismo sorto nella prima parte del XX secolo. In seguito sviluppò la tecnica dodecafonica, sviluppata ulteriormente dai suoi discepoli Alban Berg e Anton Webern; più tardi altri compositori (tra cui Pierre Boulez) la svilupparono ulteriormente. Anche Igor Stravinskij, a partire dal 1951,  esplorò la tecnica dodecafonica, per poi adottarla definitivamente come fecero molti altri compositori; persino Scott Bradley usò questa tecnica nelle sue partiture per i cartoni di Tom & Jerry.

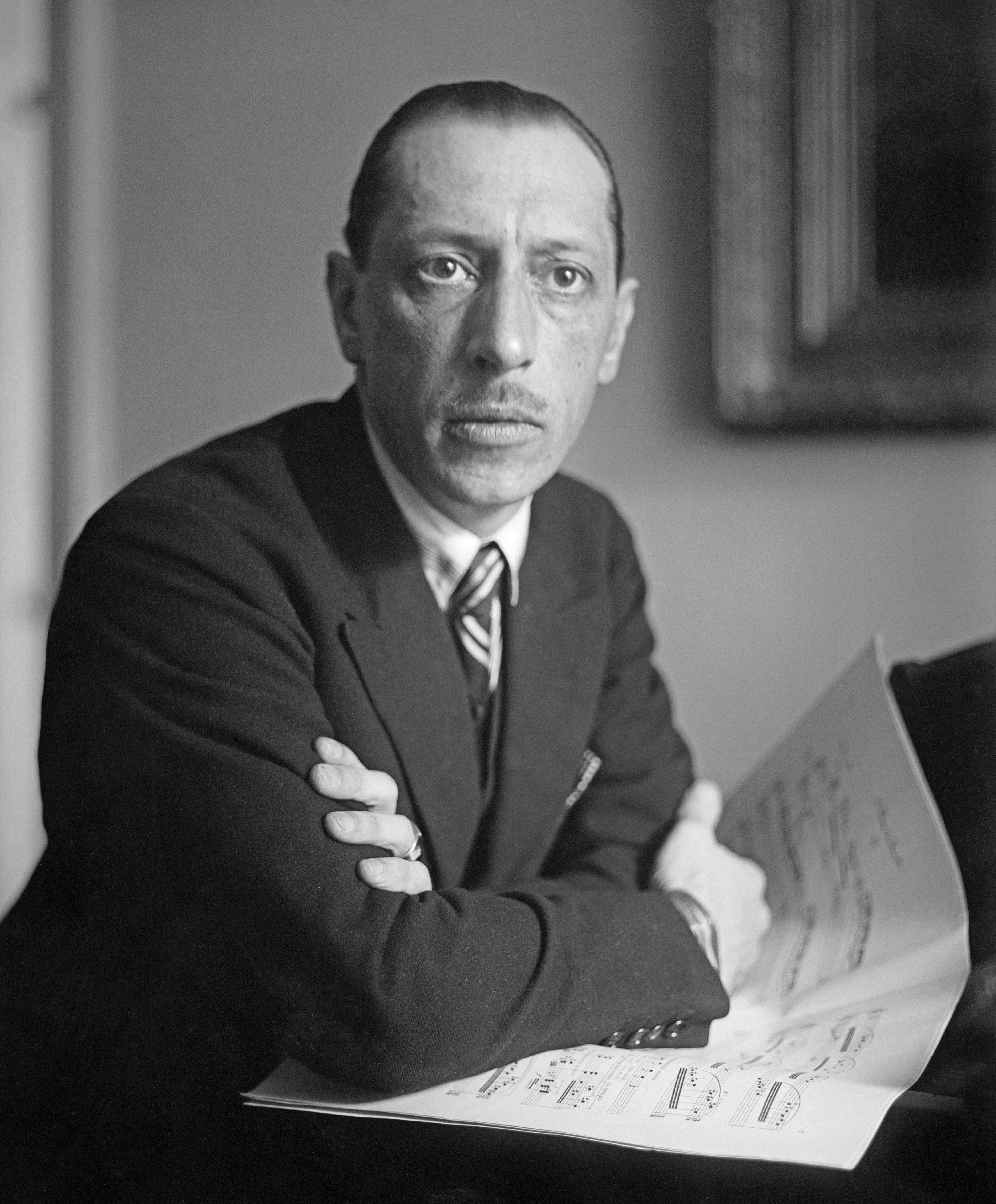
Igor Stravinskij

Dopo la prima guerra mondiale molti compositori iniziarono a tornare al passato per trovare ispirazione e scrissero opere che attingono i diversi elementi (forma, armonia, melodia, struttura) da esso. Questo tipo di musica divenne così etichettato neoclassicismo. Igor Stravinskij (Pulcinella), Sergej Prokof'ev (Sinfonia classica), Maurice Ravel (Le tombeau de Couperin), Manuel de Falla (El retablo de maese Pedro) e Paul Hindemith (Sinfonia: Mathis der Maler) hanno scritto tutti opere neoclassiche.
Compositori italiani come Francesco Balilla Pratella e Luigi Russolo svilupparono il Futurismo musicale. Questo stile cercava spesso di ricreare i suoni di tutti i giorni e di inserirli in un contesto "futurista". La "Machine Music" di George Antheil (a partire dalla sua seconda Sonata, "The Airplane") e Alexander Mosolov (molto conosciuta la sua Iron Foundry) si svilupparono da questo. Il processo di estensione del vocabolario musicale esplorando tutti i toni disponibili fu ulteriormente spinto dall'uso di Microtoni nelle opere di Charles Ives, Julián Carrillo, Alois Hába, John Foulds, Ivan Aleksandrovič Vyšnegradskij, Harry Partch e Mildred Couper, oltre a molti altri. I microtoni sono quegli intervalli che sono più piccoli di un semitono; le voci umane e gli strumenti a corda senza tasti possono facilmente produrle andando tra le note "normali", ma altri strumenti avranno più difficoltà - il pianoforte e l'organo non hanno modo di produrli affatto, se non con una riaccordatura e/o una totale ricostruzione.
Alcuni compositori degli anni '40 e '50, in particolare Pierre Schaeffer, iniziarono ad esplorare l'applicazione della tecnologia alla musica con la musica concreta. Il termine musica elettroacustica fu successivamente coniato per includere tutte le forme di musica che coinvolgono nastro magnetico, computer, sintetizzatori, multimedia e altri dispositivi elettronici e tecniche. La musica elettronica dal vivo utilizza suoni elettronici dal vivo all'interno di una esecuzione (al contrario dei suoni preelaborati che vengono sovraincisi durante una esecuzione), la Cartridge Music di Cage è un primo esempio. La musica spettrale (Gérard Grisey e Tristan Murail) è un ulteriore sviluppo della musica elettroacustica che utilizza l'analisi degli spettri sonori per creare musica. Cage, Berio, Boulez, Milton Babbitt, Luigi Nono e Edgard Varèse hanno scritto musica elettroacustica.
Dai primi anni '50 in poi, Cage introdusse elementi di casualità nella sua musica. La "Process music" (Prozession, Aus den sieben Tagen di Karlheinz Stockhausen e Piano Phase, Clapping Music di Steve Reich) esplora un particolare processo che è essenzialmente messo a nudo nell'opera. Il termine musica sperimentale fu coniato da Cage per descrivere opere che producono risultati imprevedibili, secondo la definizione "un'azione sperimentale è quella le cui conseguenze non sono prevedibili". Il termine è anche usato per descrivere la musica all'interno di specifici generi che si spingono contro i loro confini o definizioni, oppure il cui approccio è un ibrido di stili disparati, o incorpora ingredienti non ortodossi, nuovi e distintamente unici.
Importanti tendenze culturali hanno spesso influenzato la musica di questo periodo, romantica, modernista, neoclassica, postmoderna o altro. Igor Stravinskij e Sergei Prokof'ev erano particolarmente attratti dal primitivismo nelle loro carriere iniziali; in opere come La sagra della primavera o Le chout di Prokof'ev l'ispirazione russa di melodie tradizionali è marcata. Altri russi, in particolare Dmitri Shostakovich, riflettevano l'impatto sociale del comunismo e successivamente dovettero lavorare nei limiti delle restrizioni alla loro musica del realismo socialista. Altri compositori, come Benjamin Britten (War Requiem), esplorarono temi politici nelle loro opere, anche se interamente di loro volontà. Anche il nazionalismo fu un importante mezzo di espressione nella prima parte del secolo. La cultura degli Stati Uniti d'America, in particolare, iniziò ad influenzare uno stile locale americano della musica classica, in particolare nelle opere di Charles Ives, John Alden Carpenter e (successivamente) George Gershwin. Anche la musica folk (Five Variants of Dives and Lazarus di Vaughan Williams, A Somerset Rhapsody di Gustav Holst) e il Jazz (Gershwin, Leonard Bernstein, La création du monde di Darius Milhaud) furono importanti.
Nell'ultimo quarto del secolo l'eclettismo e il polistilismo divennero importanti, così come il minimalismo, la nuova complessità e la nuova semplicità, che meriterebbero di essere dettagliati in modo più esauriente in loro articoli specifici.

## Stili

### Stile romantico
Alla fine del XIX secolo (spesso chiamato Fin de siècle), lo stile romantico stava iniziando a sfaldarsi, muovendosi lungo vari percorsi paralleli, come l'impressionismo e il postromanticismo. Nel XX secolo i diversi stili emersi dalla musica del secolo precedente influenzarono i compositori a seguire le nuove tendenze, a volte come reazione a quella musica, a volte come un'estensione della stessa ed entrambe le tendenze coesistettero bene nel XX secolo. Le tendenze precedenti, come l'espressionismo, sono discusse più tardi.
Nella prima parte del XX secolo molti compositori scrissero musica che fu un'estensione della musica romantica del XIX secolo e i tradizionali gruppi strumentali come l'orchestra e il quartetto d'archi rimasero i più tipici. Le forme tradizionali come la sinfonia e il concerto rimasero in uso. Gustav Mahler e Jean Sibelius sono esempi di compositori che hanno preso le forme sinfoniche tradizionali e le hanno rielaborate. (Vedi Musica romantica.) Alcuni scrittori sostengono che l'opera di Schoenberg è esattamente nella tradizione tardo-romantica di Wagner e Brahms e, più in generale, che "il compositore che più direttamente e completamente collega il tardo Wagner e il XX secolo è Arnold Schoenberg".

### Neoclassicismo
Il neoclassicismo era uno stile coltivato tra le due guerre mondiali, che cercava di far rivivere le forme equilibrate e i processi tematici chiaramente percettibili dei secoli XVII e XVIII, in un ripudio di quelli che erano visti come gesti esagerati e senza forma del tardo Romanticismo. Poiché questi compositori hanno generalmente sostituito la tonalità funzionale dei loro modelli con tonalità, modalità o atonalità estese, il termine viene spesso usato per sottindere la parodia o la distorsione dello stile barocco o classico. Esempi famosi sono la Sinfonia classica di Prokof'ev e Pulcinella di Igor Stravinskij. Anche Paul Hindemith (Sinfonia: Mathis der Maler) e Manuel de Falla (El retablo de maese Pedro) hanno usato questo stile. Spesso si vede Le tombeau de Couperin di Maurice Ravel come neo-barocco (termine architettonico), sebbene la distinzione tra i termini non sia sempre fatta.

### Composizioni classiche influenzate dal jazz

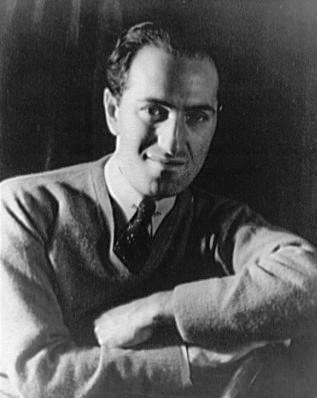
George Gershwin

Un certo numero di compositori ha combinato elementi del linguaggio del jazz con stili compositivi classici, in particolare:
- Malcolm Arnold
- Leonard Bernstein
- Marc Blitzstein
- Aaron Copland
- George Gershwin
- Darius Milhaud
- Maurice Ravel
- John Serry Sr.
- Dmitri Shostakovich
- Karlheinz Stockhausen
- Igor Stravinskij

## Movimenti

### Impressionismo

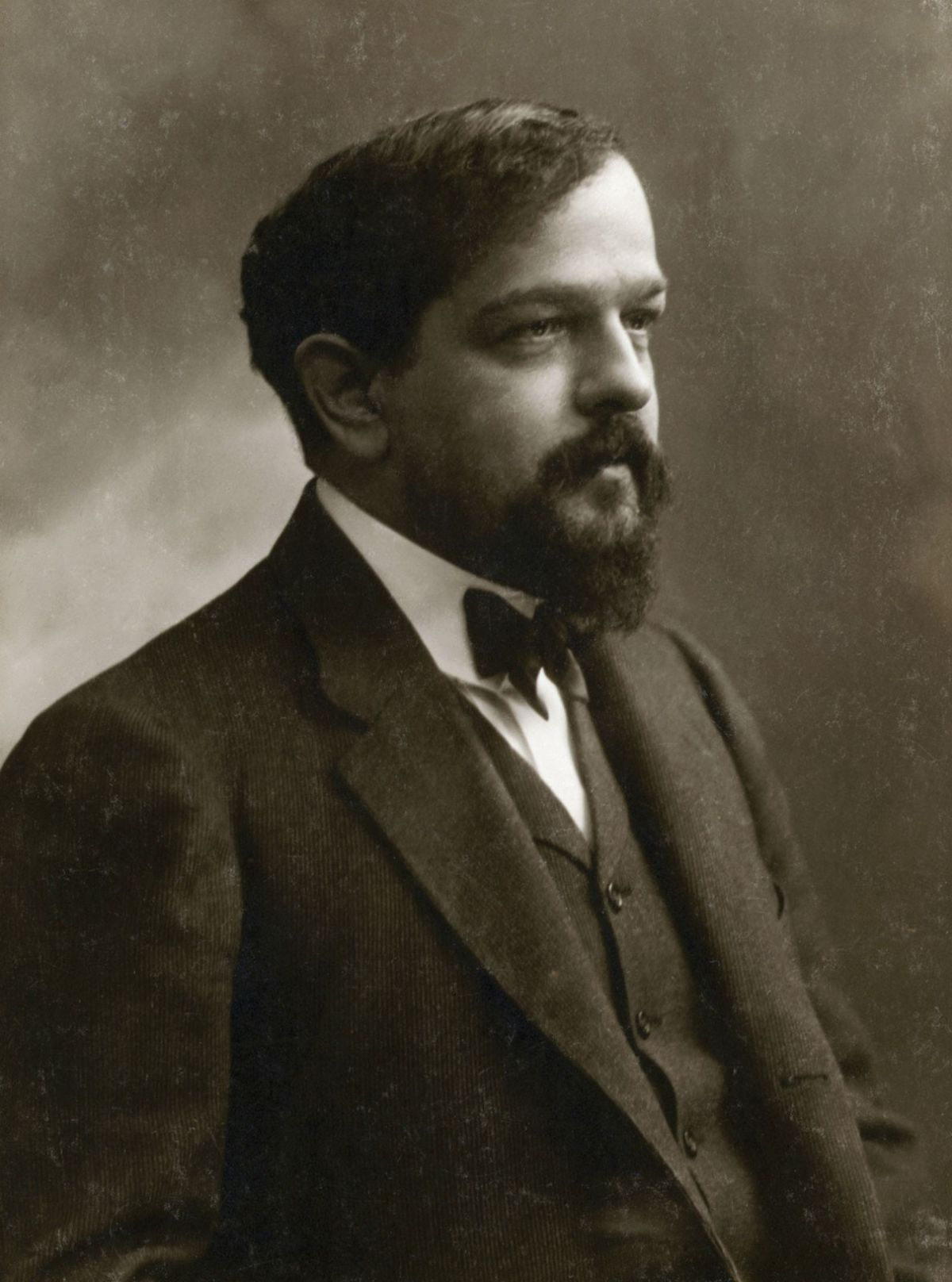
Claude Debussy (1908)

L'impressionismo è iniziato in Francia, come reazione, contro l'esuberanza emotiva e i temi epici del romanticismo tedesco esemplificati da Wagner. Debussy è ritenuto uno dei maggiori esponenti dell'impressionismo, anche se il termine è limitativo e sarebbe più corretto, nel suo caso, parlare di simbolismo; per lui l'arte era un'esperienza sensuale, piuttosto che intellettuale o etica. Esortava i suoi compatrioti a riscoprire i maestri francesi del XVIII secolo, per i quali la musica doveva incantare, intrattenere e servire come una "fantasia dei sensi".
Altri compositori collegati all'impressionismo sono Maurice Ravel, Albert Roussel, Isaac Albéniz, Paul Dukas, Manuel de Falla, Charles Martin Loeffler, Charles Griffes, Frederick Delius, Ottorino Respighi, Cyril Scott and Karol Szymanowski. Molti compositori francesi continuarono il linguaggio dell'impressionismo negli anni Venti e successivi, tra questi Albert Roussel, Charles Koechlin, André Caplet e, più tardi, Olivier Messiaen. Anche compositori di culture non occidentali, come Tōru Takemitsu, e musicisti jazz come Duke Ellington, Gil Evans, Art Tatum e Cecil Taylor furono fortemente influenzati dal linguaggio musicale impressionista.

### Modernismo

#### Futurismo

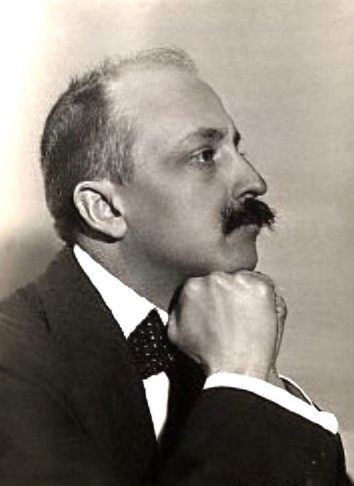
Filippo T. Marinetti

Alla sua concezione il Futurismo fu un movimento artistico italiano fondato nel 1909 da Filippo Tommaso Marinetti; fu presto abbracciato dalle avanguardie russe. Nel 1913 il pittore Luigi Russolo pubblicò un manifesto, L'arte dei rumori, chiedendo l'incorporazione di rumori di ogni genere nella musica. Oltre a Russolo i compositori direttamente collegati a questo movimento sono gli italiani Silvio Mix, Nuccio Fiorda, Franco Casavola e Pannigi (il cui Ballo meccanico del 1922 prevedeva due motociclette), i russi Artur Lourié, Mikhail Matyushin e Nikolai Roslavets.
Sebbene poche delle opere futuriste di questi compositori vengano ancora eseguite oggi, l'influenza del futurismo sul successivo sviluppo della musica del XX secolo fu enorme. Sergej Prokof'ev, Maurice Ravel, Arthur Honegger, George Antheil, Leo Ornstein ed Edgard Varèse sono tra i compositori importanti della prima metà del secolo influenzati dal futurismo. Tipiche caratteristiche della musica del XX secolo con origini nel futurismo includono il piano preparato, il serialismo integrale, le tecniche vocali estese, la notazione grafica, l'improvvisazione e il minimalismo.

### Dissonanza libera e sperimentalismo
All'inizio del XX secolo Charles Ives integrò le tradizioni americane ed europee, nonché gli stili vernacolare ed ecclesiastico, usando tecniche innovative nel suo ritmo, armonia e forma. La sua tecnica includeva l'uso di politonalità, poliritmia, cluster di toni, elementi aleatori e quarti di tono. Edgard Varèse ha scritto pezzi altamente dissonanti che utilizzavano insolite sonorità e nomi futuristici, dal suono scientifico. Ha aperto la strada all'uso di nuovi strumenti e risorse elettroniche (vedi sotto).

### Espressionismo
Verso la fine degli anni '20, sebbene molti compositori continuassero a scrivere in modo vagamente espressionista, questo fu soppiantato dallo stile più impersonale della Neue Sachlichkeit tedesca e del neoclassicismo. Poiché l'espressionismo, come ogni movimento stigmatizzato dai nazisti, ottenne una riconsiderazione solidale dopo la seconda guerra mondiale, la musica espressionista riemerse in opere di compositori come Hans Werner Henze, Pierre Boulez, Peter Maxwell Davies, Wolfgang Rihm e Bernd Alois Zimmermann.

### Musica postmoderna
Il postmodernismo è una reazione al modernismo, ma può anche essere visto come una risposta ad un cambiamento radicato nell'atteggiamento della società. Secondo quest'ultimo punto di vista, il postmodernismo è iniziato quando l'ottimismo storico (al contrario del personale) si è trasformato in pessimismo, al più tardi nel 1930.
John Cage è una figura di spicco della musica del XX secolo, rivendicata con una certa giustizia sia per il modernismo che per il postmodernismo perché le complesse intersezioni tra modernismo e postmodernismo non sono ridotte a semplici schemi. La sua influenza è cresciuta costantemente durante la sua vita. Usa spesso elementi del caso: Imaginary Landscape No. 4 (Paesaggio immaginario n. 4) per 12 ricevitori radio e Music of Changes (Musica dei cambiamenti) per pianoforte. Sonatas and Interludes (1946-48) è composta per un pianoforte preparato: un pianoforte normale il cui timbro viene drammaticamente alterato posizionando con cura vari oggetti all'interno del piano a contatto con le corde. Attualmente il postmodernismo comprende compositori che reagiscono contro le avanguardie e gli stili sperimentali della fine del XX secolo come Astor Piazzolla, Argentina e Miguel del Aguila, USA.

### Minimalismo
Nel tardo XX secolo compositori come La Monte Young, Arvo Pärt, Philip Glass, Terry Riley, Steve Reich e John Adams iniziarono a esplorare quello che oggi viene chiamato minimalismo: l'opera viene ridotta ai suoi elementi fondamentali; la musica prevede spesso la ripetizione e l'iterazione e l'assenza di un vero sviluppo.
Un primo esempio è In C di Terry Riley (1964), un'opera aleatoria in cui brevi frasi scelte casualmente da una lista vengono suonate simultaneamente un numero arbitrario di volte, mentre la nota Do è ribattuta regolarmente sotto queste. Piano Phase (1967, per due pianoforti), e Drumming (1970-71, per percussioni, voci femminili e ottavino) composte da Steve Reich, impiegano la tecnica chiamata sfasatura in cui una frase ripetuta da uno strumentista mantenendo un ritmo costante viene suonata simultaneamente da un altro ma a un ritmo leggermente più veloce: Questo fa sì che gli esecutori vadano sempre più "fuori fase" creando contrappunti cangianti e complessi finché i due esecutori non tornano in fase.
1 + 1 di Philip Glass (1968) impiega il processo additivo in cui le frasi brevi vengono lentamente espanse.
Compositions 1960 di La Monte Young impiega toni molto lunghi, volumi eccezionalmente alti e tecniche extra-musicali come "tracciare una linea retta e seguirla" o "costruire un fuoco".
Michael Nyman sostiene che il minimalismo era una reazione al serialismo e resa possibile dal serialismo stesso e dall'indeterminismo. (Vedi anche musica sperimentale.)

## Tecniche

### Atonalità e tecnica dodecafonica
Arnold Schönberg è una delle figure più significative della musica del XX secolo. Mentre i suoi primi lavori erano in uno stile tardo romantico influenzato da Wagner (Verklärte Nacht, 1899), questo si è evoluto in un linguaggio atonale negli anni prima della prima guerra mondiale (Drei Klavierstücke nel 1909 e Pierrot Lunaire nel 1912). Nel 1921, dopo diversi anni di ricerche, sviluppò la tecnica della composizione a dodici toni o dodecafonica, che per la prima volta descrisse privatamente ai suoi associati nel 1923. Il suo primo lavoro su larga scala interamente composto usando questa tecnica fu il Quintetto di Fiati, op. 26, scritto nel 1923-24. Esempi successivi includono Variations for Orchestra op. 31 (1926-28), il Terzo e il Quarto quartetto d'archi (rispettivamente 1927 e 1936), il Concerto per violino (1936) e il Concerto per pianoforte (1942). Negli anni successivi riprese ad intermittenza uno stile più tonale (Kammersymphonie n ° 2, iniziato nel 1906 ma completato solo nel 1939, Variazioni su un recitativo per organo nel 1941).
Ha insegnato ad Anton Webern e ad Alban Berg e questi tre compositori sono spesso indicati come i principali membri della Seconda Scuola Viennese (Haydn, Mozart e Beethoven - e talvolta Schubert - sono considerati la Prima Scuola Viennese in questo contesto). Webern ha scritto opere utilizzando un metodo rigoroso a dodici toni e ha influenzato lo sviluppo del serialismo totale. Berg, come Schoenberg, impiegava la tecnica dei dodici toni in uno stile tardo-romantico o postromantico (Concerto per violino, che cita una corale di Bach e utilizza la forma classica). Ha scritto due opere importanti (Wozzeck e Lulu).

## Musica elettronica

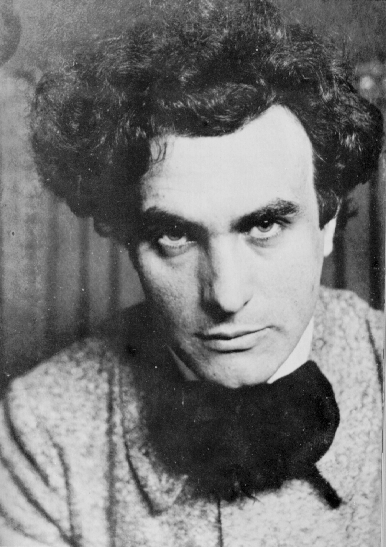
Edgard Varèse, uno dei pionieri della musica elettronica

Lo sviluppo della tecnologia di registrazione ha reso tutti i suoni disponibili per un potenziale utilizzo come materiale musicale. La musica elettronica si riferisce generalmente a un repertorio di musica colta sviluppato negli anni '50 in Europa, Giappone e America. La crescente disponibilità di nastro magnetico in questo decennio fornì ai compositori un mezzo che consentiva di registrare i suoni e quindi di manipolarli in vari modi. Tutta la musica elettronica dipende dalla trasmissione tramite gli altoparlanti, ma ci sono due tipi generali: la musica acusmatica, che esiste solo in forma registrata per l'ascolto dagli altoparlanti e la musica elettronica dal vivo, in cui gli apparecchi elettronici sono utilizzati per generare, trasformare o attivare i suoni durante esibizione di musicisti con voci, strumenti tradizionali, strumenti elettro-acustici o altri dispositivi.
A partire dal 1957 i computer divennero sempre più importanti in questo campo. Quando il materiale di partenza era costituito da suoni acustici dal mondo di tutti i giorni, veniva usato il termine musique concrète; quando i suoni venivano prodotti da generatori elettronici, veniva designata musica elettronica. Dopo gli anni '50, il termine "musica elettronica" venne usato per entrambi i tipi. A volte tale musica elettronica era combinata con strumenti più convenzionali, Hymnen di Stockhausen, Déserts di Edgard Varèse e la serie di Sincronismi di Mario Davidovsky sono tre esempi.

## Altri compositori importanti del XX secolo
Vari importanti compositori del XX secolo non sono associati a nessun movimento compositivo universalmente riconosciuto. L'elenco che segue include alcuni di questi, insieme a diversi importanti compositori caratteristici che non sono menzionati nelle parti precedenti di questo articolo:
- Samuel Adler
- Havergal Brian
- Carlos Chávez
- Edward Elgar
- George Enescu
- Gabriel Fauré
- Morton Feldman
- Alberto Ginastera
- Henryk Górecki

- Sofia Gubaidulina
- Alan Hovhaness
- György Ligeti
- Witold Lutosławski
- Bruno Maderna
- Bohuslav Martinů
- Carl Nielsen
- Krzysztof Penderecki
- Francis Poulenc

- Giacomo Puccini
- Sergei Rachmaninoff
- Alfred Schnittke
- Michael Tippett
- Joan Tower
- Ralph Vaughan Williams
- Heitor Villa-Lobos
- William Walton
- Judith Weir

### Ulteriori letture
- Arved Mark Ashby (a cura di), The Pleasure of Modernist Music: Listening, Meaning, Intention, Ideology, Eastman Studies in Music, Rochester, University of Rochester Press, 2004, ISBN 978-1-58046-143-6.
- John C. Crawford e Dorothy L. Crawford, Expressionism in Twentieth-Century Music, Bloomington, Indiana University Press, 1993, ISBN 0-253-31473-9.
- Constantin Grun, Arnold Schönberg und Richard Wagner: Spuren einer aussergewöhnlichen Beziehung, (2 volumi), Göttingen, Vandenhoeck & Ruprecht Unipress, 2006. ISBN 3-89971-266-8 (volume 1), ISBN 3-89971-267-6 (volume 2)
- Douglas Lee, Masterworks of 20th-Century Music: The Modern Repertory of the Symphony Orchestra, New York, Routledge, 2002. ISBN 0-415-93847-3, ISBN 978-0-415-93847-1
- Paul Roberts, Claude Debussy, 20th-Century Composers, Londra e New York, Phaidon Press, 2008. ISBN 0-7148-3512-9, ISBN 978-0-7148-3512-9
- Eric Salzman, Twentieth-Century Music: An Introduction, 4ª ed., Upper Saddle River, NJ, Prentice Hall, 2002, ISBN 0-13-095941-3.
- Bryan R. Simms, Music of the Twentieth Century: Style and Structure, 2ª ed., New York: Schirmer Books; London: Prentice Hall International, 1996, ISBN 0-02-872392-9.
- Terry Teachout, Masterpieces of the Century: A Finale-20th Century Classical Music, in Commentary, vol. 107, 6 (giugno), 1999,  p. 55.